# Alekséi Batálov
Alekséi Vladímirovich Batálov (en ruso: Алексе́й Влади́мирович Бата́лов; Vladímir, Rusia; 20 de noviembre de 1928-Moscú, 15 de junio de 2017) fue un actor ruso conocido por su papel de Gosha en Moscú no cree en las lágrimas (1979) y de Boris Borodin en Cuando pasan las cigüeñas (1959).

## Biografía
Batálov nació el 20 de noviembre de 1928 en el seno de una familia dedicada al teatro. Su tío Nikolái Batálov protagonizó en 1926 La madre (Mat) de Vsévolod Pudovkin, película basada en la homónima novela de Máximo Gorki. En 1953, Alekséi Batálov se unió al Teatro de Arte de Moscú, pero lo dejó tres años después para dedicarse al cine. Durante la era de Jruschov, fue uno de los actores más conocidos de la Unión Soviética. 
En 1957, encarnó al protagonista masculino de la película de Mijaíl Kalatózov Cuando pasan las cigüeñas, con la que fue galardonado con la Palma de Oro del Festival de Cannes. En 1962 participaría en Nueve días de un año (Déviat dney odnogó goda) de Mijaíl Romm. Cinco años después formaría parte del jurado en la quinta edición del Festival Internacional de Cine de Moscú, y en 1973 volvería a repetir como miembro en la octava.
Durante los años sesenta y setenta se hizo conocido por su forma de escoger papeles en sus películas. La mayor parte fueron adaptaciones cinematográficas de clásicos rusos como La dama del perrito de Antón Chéjov y Beg (The Flight (play)) de Mijaíl Bulgákov. También dirigió El capote de Nikolái Gógol en 1960 y en 1966 Los tres gordinflones (Tri tolstyaká) de Yuri Olesha. Desde 1975, dio clases de arte dramático en la Universidad Panrusa Guerásimov de Cinematografía.
En 1979, fue llamado para participar en el melodrama: Moscú no cree en las lágrimas, de Vladímir Menshov, con la que ganó popularidad y obtuvo el Premio Estatal de la URSS. Su interpretación de Gosha fue considerado un mensaje en la Unión Soviética. Tal como uno de los personajes dice en la película, "el 70 % de mi doctorado se debe al genio del mecánico Gosha". Tras la producción, decidió retirarse y dedicó el tiempo a instruir a nuevos actores. En 2002, el presidente Borís Yeltsin le hizo entrega del Premio Nika a su trayectoria profesional, y tres años después fue galardonado con el Premio Estatal de la Federación de Rusia. Falleció el 15 de junio de 2017 a los 88 años de edad.